# Slätten (Falkenberg)
Pour les articles homonymes, voir Slätten.
Slätten est une localité suédoise située dans la commune de Falkenberg.